# Rondeletia combsioides
Rondeletia combsioides är en måreväxtart som beskrevs av M.Fernández Zeq. och Attila L. Borhidi. Rondeletia combsioides ingår i släktet Rondeletia och familjen måreväxter. Inga underarter finns listade i Catalogue of Life.